# Allendorf (Eder)
Pour les articles homonymes, voir Allendorf.
Allendorf est une municipalité allemande située dans l'arrondissement de Waldeck-Frankenberg et dans le land de la Hesse. Elle se trouve entre Frankenberg et Battenberg.